# 트리니다드 토바고의 국가
우리가 사랑하는 자유로운 조국(영어: Forged from the love of liberty)은 트리니다드 토바고의 국가이다. 패트릭 카스타뉴(Patrick Castagne)가 작사·작곡했다. 국가로 지정된 해는 1962년이다.

## 가사
Forged from the love of liberty
In the fires of hope and prayer
With boundless faith in our destiny
We solemnly declare:
Side by side we stand
Islands of the blue Caribbean sea,
This our native land
We pledge our lives to thee.
Here every creed and race finds an equal place,
And may God bless our nation
Here every creed and race finds an equal place,
And may God bless our nation.

## 해석
사랑과 자유로 넘쳐난 조국이여!!
희망은 우리들에게 있었네.
운명안에서 끝없는 믿음과 함께
우리들은 이 자리에 일어서리
우리들은 행진을 하고
카리브해의 푸른 섬
섬은 우리들의 고향이며
우리는 우리들의 맹세를 약속했도다.
이 장소에 여러 민족이 모이며 같은 곳에서 서 있다네
하느님께서는 우리 민족을 축복하시네
이곳은 종교와 수많은 민족이 사는 땅,
하느님께서는 우리의 민족을 축복하시네